# Stara Huta (gmina Kartuzy)
Stara Huta (kaszub. Stôrô Hëta) – wieś kaszubska w Polsce położona w województwie pomorskim, w powiecie kartuskim, w gminie Kartuzy.
Miejscowość w pobliskim sąsiedztwie w pobliżu Kaszubskiego Parku Krajobrazowego, stanowi sołectwo gminy Kartuzy.
W latach 1975–1998 miejscowość należała administracyjnie do województwa gdańskiego.
W 2021 roku wieś zyskała niechlubną sławę z uwagi na działalność i tolerowanie na jej terenie pseudohodowli psów, w której przetrzymywano w tragicznych warunkach setki psów. Dotychczas na terenie posesji znaleziono ponad 300 szczątków psów. Nielegalny i drastyczny proceder trwał w Starej Hucie ponad kilkanaście lat.